# Ibn al-Rumi
Abū al-Hasan 'Alī ibn al-'Abbās ibn Jurayj, conocido como Ibn al-Rūmī (Bagdad, 836 - Bagdad, 896), fue uno de los grandes poetas del período abasí.

## Ibn al-Rumi
Su padre fue un liberto bizantino que se había convertido al islam (el nombre Ibn al-Rumi significa "hijo del romano"), mientras que su madre era de origen persa. Pasó casi toda su vida en Bagdad, excepto por un período en la ciudad de Samarra, unos 125 km al norte, que fue capital del califato entre los años 836 y 892.
Habiendo elegido hacer carrera como poeta, tuvo muchos patronos diferentes a lo largo de su vida. La mayor parte de su obra literaria (el noventa por ciento) consistió en elogios a sus mecenas. Pero sus profundas convicciones chiítas y mu'tazilíes le impidieron trabajar en la corte, siendo el regente al-Muwaffaq (†891) el único gobernante abasí en tenerle estima. Según sus biógrafos, tenía un carácter muy complicado, siendo arrogante, irritable y extravagante. No le gustaba viajar.
Ibn al-Rumi es reconocido generalmente como uno de los grandes poetas de la época, junto a Abu Tammam y al-Buhturi. Cultivó los más diversos géneros: desde simples epigramas a largas odas, incluyendo panegíricos formales, elegías, elegantes poesías descriptivas (no carentes de ingenio) sobre la belleza femenina, la naturaleza o el vino, e incluso duras sátiras de distintos individuos.
Los críticos medievales admiraban su capacidad para analizar un mismo motivo desde diferentes perspectivas (lo que prolongaba algunos de sus poemas por cientos de versos), y para "generar motivos extraños" (tawlīd al-gharīb). En su época, el recurso a la paradoja era un elemento distintivo del ambiente literario de la corte, e Ibn al-Rumi fue famoso por sentir repugnancia por las rosas (o al menos pretenderlo), llegando a componer un verso en el que comparaba esta flor con el ano de una mula defecando.
Existen varios relatos contradictorios sobre su muerte. Habría sido envenenado por orden de al-Qāsim ibn 'Ubayd Allāh (un miembro de los Banū Wahb, una familia de altos oficiales), a quien habría ofendido.
Su extensa obra literaria fue recopilada poco después de su muerte por Abū Bakr al-Sūli y otros compiladores.

## Ediciones de su obra
Ediciones de la obra de Ibn al-Rumi:
- Dīwān. Editado por Husayn Nassār, 6 volúmenes, El Cairo, 1973-1981.
- Kull mā qālahu Ibn al-Rūmī fī al-hijā'. Editado por Nāzik Sābā Yārid, Londres, 1988.